# Aspergillus parvulus
Aspergillus parvulus är en svampart som beskrevs av G. Sm. 1961. Aspergillus parvulus ingår i släktet Aspergillus och familjen Trichocomaceae.   Inga underarter finns listade i Catalogue of Life.